# 鲁浪杜鹃
鲁浪杜鹃（学名：Rhododendron lulangense）为杜鹃花科杜鹃花属下的一个种。

## 扩展阅读
- 維基物種上的相關：鲁浪杜鹃